# Sistema Ferroviario Este - Oeste (Venezuela)
Forma parte del Sistema Ferroviario Nacional, y pasa por los Estados: Monagas; Estado Anzoátegui; Guárico; Cojedes; Portuguesa; Barinas y; Táchira.
El proyecto del Eje Norte Llanero de 1100 km de longitud fue inaugurado por IAFE el 15 de mayo de 2007.

## Tramos

### Maturín-Anaco
Sin paradas intermedias.

### Anaco -Tinaco
El 15 de mayo de 2007 inicia los trabajos del tramo Tinaco – Anaco, del Eje Norte Llanero, el cual tiene una longitud de 468 km consta de un túnel, 25 puentes y 70 km de terraplenes. Las ciudades por donde el ferrocarril hará su recorrido son:
- Anaco
- Aragua de Barcelona
- Zaraza
- Valle de la Pascua
- El Sombrero
- Dos Caminos
- Tinaco

y según IAFE terminará en el año 2012.

### Tinaco –San Cristóbal
- San Carlos
- Acarigua
- Guanare
- Sabaneta
- Barinas
- Barinitas
- San Rafael del Piñal
- San Cristóbal

- Datos: Q5327575